# Die Windel-Gang
Die Windel-Gang ist eine US-amerikanische Filmkomödie von Bob Clark aus dem Jahr 1999.

## Handlung
In der Öffentlichkeit gelten Dr. Elena Kinder und Dr. Heep als Wohltäter. Gerade haben sie mit ihrem Unternehmen BabyCo – dem weltweiten Marktführer für Kleinkinderprodukte – in Pasadena den großen Indoor-Vergnügungspark Joyworld eröffnet und unterstützen Waisenhäuser. Die Waisenhäuser dienen dazu, unter den zahlreichen Babys diejenigen herauszufiltern, die Genies sind. Diese werden in Elenas Geheimlabor unter der Erde gehalten und überwacht. Ziel Elenas ist es, die Geheimsprache der Babys zu entschlüsseln, die in den ersten beiden Lebensjahren besteht, in denen Babys über das Universalwissen verfügen sollen. Erst danach werden sie Teil der Erwachsenenwelt und lernen die Menschensprache.
Ein besonders hochentwickeltes Baby ist der kaum zweijährige Sylvester, genannt Sly. Er wird nach den Grundsätzen der revolutionären Kinder-Methode erzogen. Sein Zwillingsbruder Whit wiederum wächst bei Elenas Nichte Robin und ihrem Mann Dan auf. Beide haben Whit adoptiert und wissen nicht, dass er einen Zwillingsbruder hat. Erst im Alter von sechs Jahren will Elena beide Kinder miteinander vergleichen, um zu beweisen, dass die sterile Kinder-Methode der normalen Erziehung überlegen ist.
Sly ist hochintelligent und reißt immer wieder aus dem Geheimlabor aus. Eines Tages gelingt es ihm, über eine Windelentsorgungsfirma aus dem Laborgelände zu fliehen. Er trifft in einem Einkaufszentrum auf Whit; Whit wird kurz darauf von Elenas Männern für Sly gehalten und entführt. Sly wiederum wird von Robin für Whit gehalten und mit nach Hause genommen. Elena erkennt im Labor schnell, dass sie Whit vor sich hat. Sie will nun ihre Vergleichsexperimente früher durchführen. Da Sly sich unterdessen Robin und ihrem Mann, der die Geheimsprache der Babys teilweise entschlüsseln kann, offenbart, bekommt Elena Panik, sind ihre Experimente an Babys doch illegal. Sie plant, ihr Labor aufzugeben und mit den Versuchsbabys nach Liechtenstein umzusiedeln. Whit teilt seinem Zwilling Sly telepathisch die Pläne Elenas mit. Beide Babys rekrutieren nun die Babys in ihrer Umgebung, um Elenas Plan zu verhindern. Sly hypnotisiert den Fahrer Lenny, der ihn und andere Kleinkinder zu BabyCo und dem angrenzenden Joyworld bringt. Hierher fliehen auch Whit und die anderen Kleinkinder. Es gelingt ihnen, die Vergnügungsparkattraktionen zu aktivieren und so ihre Verfolger in Schach zu halten. Elena wiederum kann Whit in ihre Gewalt bringen, wird jedoch von Robin und Dan an der Flucht per Hubschrauber gehindert. Robin erfährt bei dieser Gelegenheit auch, dass Elena nicht ihre echte Tante ist, wurde sie doch selbst adoptiert.
Elena ist das Handwerk gelegt. Robin und Dan adoptieren Sly. Dans Forschungen an der Babysprache kommen jedoch zu einem plötzlichen Ende, weil Sly und Whit inzwischen sprachlich in die Erwachsenenwelt gewechselt sind.

## Produktion
Die Windel-Gang wurde unter anderem in Los Angeles und Las Vegas gedreht. Als Stammhaus von BabyCo diente das Circus Circus Hotel, während der Vergnügungspark Joyworld in Wirklichkeit der Freizeitpark Adventuredome war. Die Kostüme schuf Betty Pecha Madden, die Filmbauten stammen von Francis J. Pezza. Die Produktionskosten des Films beliefen sich auf rund 12 Millionen Dollar.
Die Windel-Gang lief am 12. März 1999 in den US-amerikanischen Kinos an. Mit weltweit rund 36 Millionen Dollar Einnahmen wurde der Film ein Erfolg; Im Jahr 2004 erschien die Fortsetzung Superbabies: Baby Geniuses 2. Es folgten mit Baby Geniuses and the Mystery of the Crown Jewels (2013), Baby Geniuses and the Treasures of Egypt (2014) und Baby Geniuses and the Space Baby (2016) drei weitere Produktion der Reihe, die allerdings nicht mehr im Kino liefen.

## Kritik
Roger Ebert listete den Film 2005 als eine von 18 Filmkomödien, die er am meisten gehasst habe.